# Saloon

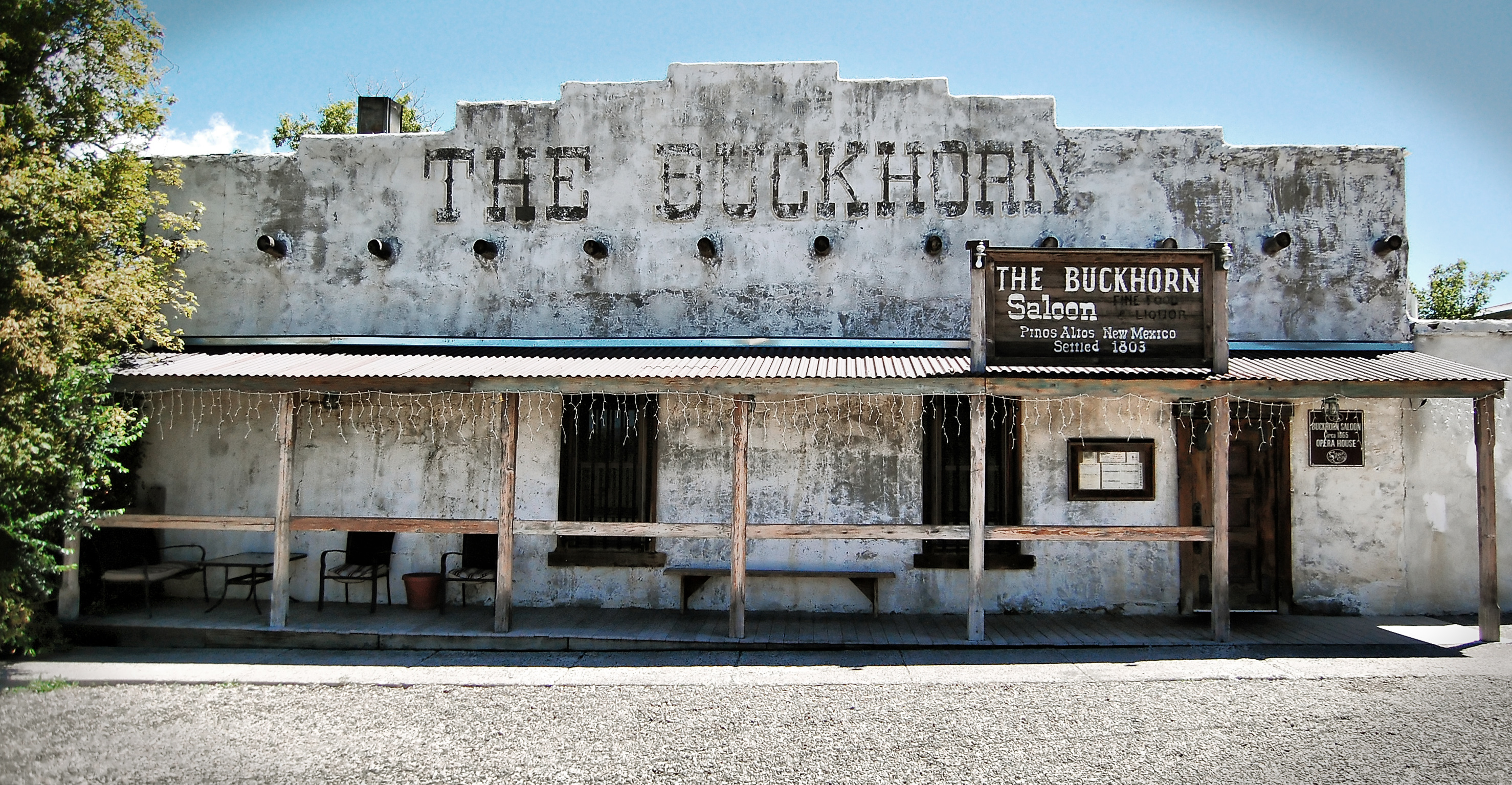
Een saloon in New Mexico.

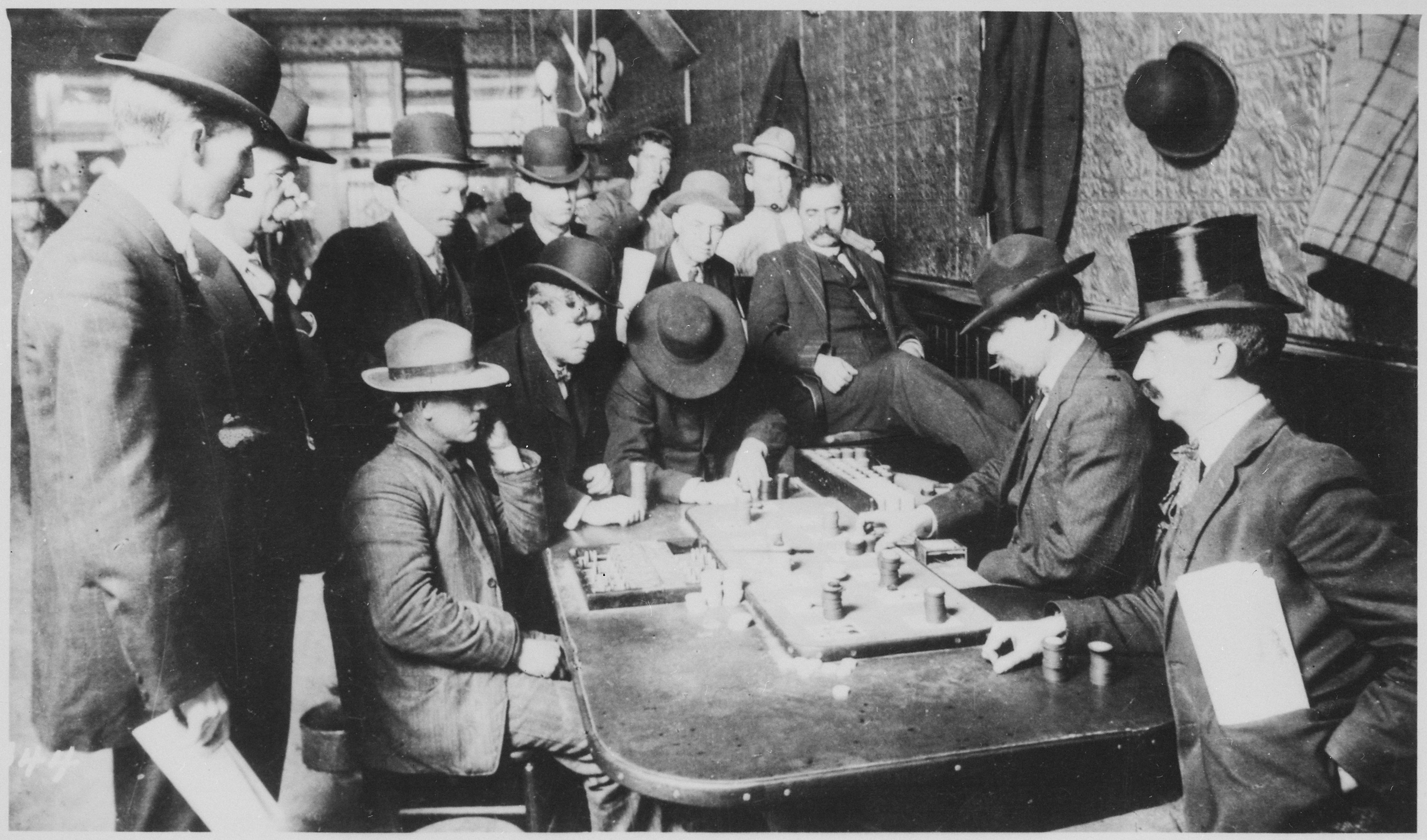
Gokkers in een saloon in Arizona.

Een saloon is een type bar, specifiek gesitueerd in het Wilde Westen. Deze waren gevestigd in de kleine plaatsen en hadden een sociale functie voor de houthakkers, bontjagers, cowboys, goudzoekers en mijnwerkers. In veel gevallen ging de functie verder dan alleen drank serveren maar kon er ook gegeten worden en konden reizigers er slapen. Ook dienden deze in de kleinere plaatsen als postkantoor. De nodige saloons waren ook gokgelegenheden en bordelen. De term cantina en Tavern werden ook vaak gebruikt. De eerste saloon werd geopend in 1822 in Browns Hole in Wyoming, om de bontjagers uit het gebied te bedienen.
Bekende saloons waren:
- De Roy Bean-saloon in Texas waar ook recht gesproken werd.
- De Long Branch Saloon in Dodge City Kansas waar meerdere schietpartijen hebben plaatsgevonden.
- Het Bird Cage Theatre in Tombstone  Arizona was een saloon, theater en bordeel. Van 1881 tot 1889 werd er een continu (24 uur per dag) pokerspel gespeeld, waar steeds nieuwe spelers konden aanschuiven en dat jarenlang doorging. Dit stond bekend als het langste pokerspel ooit.
- De Bull's Head tavern in Abilene Kansas, was eigendom van Phil Coe. Toen hij een grote stier met erectie op de gevel schilderde beval marshall Wild Bill Hickok hem om deze te verwijderen. Anders zou hij de kroeg platbranden. Zo ver kwam het niet. Wild Bill Hickok regelde een paar schilders die de stier overschilderden. Hierdoor ontstond een vete tussen Coe en Hickok en later zou Hickok hem na een woordenwisseling doden.